# Macairekartoffeln

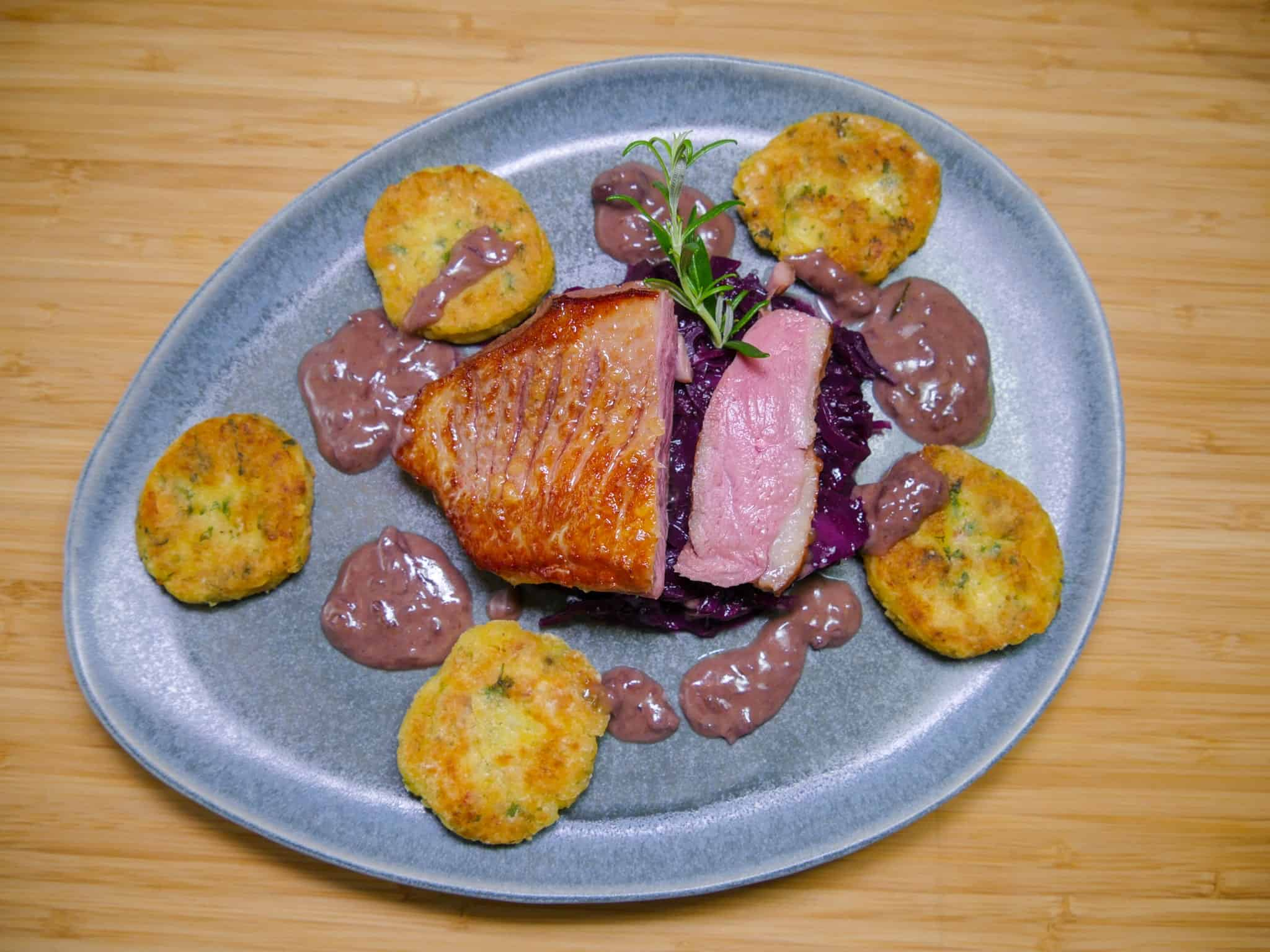
Macairekartoffeln als Beilage zu einer Entenbrust mit Rotkohl

Macairekartoffeln, auch Macaire-Kartoffeln, sind eine Kartoffelspezialität der französischen Küche, die als Beilage vor allem zu Fleischgerichten gereicht werden. Es sind Kartoffelküchlein, die ähnlich wie Rösti beidseitig knusprig gebraten werden. 
Zubereitet werden sie aus großen Kartoffeln, die z. B. ungeschält im Ofen gebacken und anschließend halbiert werden; hier werden die Kartoffelhälften mit einem Löffel bis zur Schale ausgehöhlt und die ausgehobene Kartoffelmasse wird mit einer Gabel grob zerdrückt, mit etwas Butter vermischt, gesalzen, gepfeffert und dann in einer Pfanne beidseitig zu Küchlein gebraten. Zum Formen kann die Kartoffelmasse auch zu einer Walze gerollt werden, von der dann Scheiben abgeschnitten werden; die Zugabe von Eigelb verbessert die Konsistenz, während die Zugabe von gehacktem Schinken, Zwiebeln oder Schnittlauch andere geschmackliche Nuancen bietet.
Die französische Bezeichnung „pommes de terre à la Macaire“ lässt sich bereits für das Jahr 1866 durch die Menükarte eines Restaurants belegen. Der Name „Macaire“, nach dem diese Beilage benannt wurde, bezieht sich auf „Robert Macaire“ – eine fiktive Figur aus dem Melodram L’Auberge des Adrets, das in der ersten Hälfte des 19. Jahrhunderts in Frankreich sehr beliebt war.